# Felber Gyula
Felber Gyula (Moson, 1890. szeptember 16. – Budapest, 1969. február 8.) plébános, tiszteletbeli kanonok.

## Élete
A gimnáziumot Pozsonyban és Esztergomban végezte. 1909. december 30-án a Collegium Germanicum Hungaricum növendéke lett. 1915-től a háború miatt Innsbruckban folytatta tanulmányait, ahol 1915-ben szentelték pappá. 1916-ban a római Szent Gergely Egyetemen a hittudomány és bölcsészet doktorává avatták. Hazatérve Balassagyarmaton az állami gimnázium hittanára lett. 1918-1933 között az esztergomi papnevelő intézetben a keresztény bölcselet tanára. 1933-1944 között az esztergom-belvárosi Szent Péter és Szent Pál templom plébánosa. A budapesti Eucharisztikus világkongresszus idejére restauráltatta a templomot. 1944-től nagycétényi plébános (elődje Várady Béla 1884-1953), innen a csehszlovák hatalomátvétel után kiutasították. Utóda Szüllő Rezső (1912-1982) volt. 1946-ban nógrádmarcali plébános, majd alezredesi rangban gyűjtőfogházi lelkész lett.
1931-től a Szent István Akadémia tagja.

## Művei
- 1927 Teodicea. Isten a természetes ész világánál. Esztergom.
- 1928 James és Schiller pragmatizmusa. Budapest.